# Пустосёлов
Пустосёлов (адыг. ЧылэнэкI) — хутор в Красногвардейском муниципальном районе Республики Адыгея России.
Относится к Еленовскому сельскому поселению.

## Географическое положение
Расположен в 11 км. к востоку от села Красногвардейского, на левом берегу реки Лабы, на границе с Усть-Лабинским муниципальным районом Краснодарского края.

## История
Основан в 1871 году переселенцами из Курской губернии, на землях, принадлежащих адыгскому князю Ш. Ахеджакову. Официальный статус присвоен в 1884 году. В 1930-е годы к хутору был присоединён хутор Мало-Сидоров.
Хутор сильно пострадал в результате паводка, прошедшего по реке Лаба в 2002 году.

## Население
| 1882 | 1924 | 1926 | 2002 | 2005 | 2010 | 2013 |
| ---- | ---- | ---- | ---- | ---- | ---- | ---- |
| 111  | ↗391 | ↗464 | ↘100 | ↘54  | ↘10  | ↘9   |
| 2014 | 2015 | 2016 | 2017 | 2018 | 2019 | 2020 |
| →9   | ↘7   | →7   | →7   | ↗8   | ↘7   | →7   |
| 2021 | 2023 | 2024 |      |      |      |      |
| ↗9   | →9   | ↗10  |      |      |      |      |

По данным Всероссийской переписи населения 2021 года:
| Народ   | Численность, чел. | Доля от всего населения, % |
| ------- | ----------------- | -------------------------- |
| русские | 8                 | 88,89 %                    |
| адыги   | 1                 | 11,11 %                    |
| всего   | 9                 | 100,0 %                    |

## Улицы
- Степная.

## Социальная инфраструктура
С начала 1990-х годов в хуторе были закрыты школа, клуб, магазин.